# هوندا سيفيك
سيفك سيارة من هوندا ظهرت في البداية كسيارة مدمجة صغيرة والآن أصبحت مدمجة حجم متوسط حتى التسعينات من القرن الماضي فأصبحت سيفيك سيارة أكثر رفاهية وذو خامات وجودة مناسبة حتى ترتقى لدخل سوق المنافسة الجديد في أمريكا الشمالية بالإضافة إلى هوندا أكورد وفيت.
ظهرت هذه السيارة لأول مرة في يوليو من عام 1972 كسيارة صغيرة 2 باب وفي سبتمبر من نفس العام ظهرت نسخة 3 أبوب هاتشباك مزودة بمحرك سعته اللترية 1169 سى سى وتعمل السيارة بنظام الجر الأمامى. كانت توفر السيارة مقصورة داخلية مناسبة ومساحة كبيرة للركاب على الرغم من صغر حجم السيارة الخارجى. أتی الطراز الأول من سيفك مزود براديو AM وجهاز تدفئة ومساحات معدودة السرعات مع جلات مطلية وصوايل(بالإنجليزية: Nut cap) مطلية بالكروم. ولكن مع مرور السنوات نتيجة تطوير هوندا الدائم لسيفك أصبحت فاخرة وأضافت عدد من الخيارات التي تعتبر الأبرز في الصناعة باختلاف الوقت مثل مكيف الهواء، غالق الأبوب الكهربائي، وحدات رفع الزجاج، مقاعد مكسوة بالجلد الفاخر، ونظام التعقب الملاحي (بالإنجليزية: satellite-linked navigation) ،ناقل سرعة 6 نقلات. بسبب هذه الخيارات وبالإضافة إلى استهلاك السيارة المعتدل للوقود أصبحت صديقة للبيئة أحيانا وأداءها القوي على الطرق منحا هذه السيارة اسما كبيرة وسمعة عالية.
في عام 2006 باعت هوندا من هذه السيارة 16.5 مليون منهم 7.3 مليون بيعت في الولايات المتحدة. كما أنها أكثر سيارة مبيعا في كندا منذ عام 1997 حتى عام 2010. وفي عام 2008 ومع الأزمة المالية العالمية ومع ضعف الأقتصاد الأمريكي وٱرتفاع أسعار الوقود أصبحت سيفيك أكثر سيارة مبيعا لهاذا العام متفوقة على العديد من السيارات الأمريكية الوطنية مثل فورد أف (بالإنجليزية: Ford F-Series).

## الجيل الأول (1973–1979)

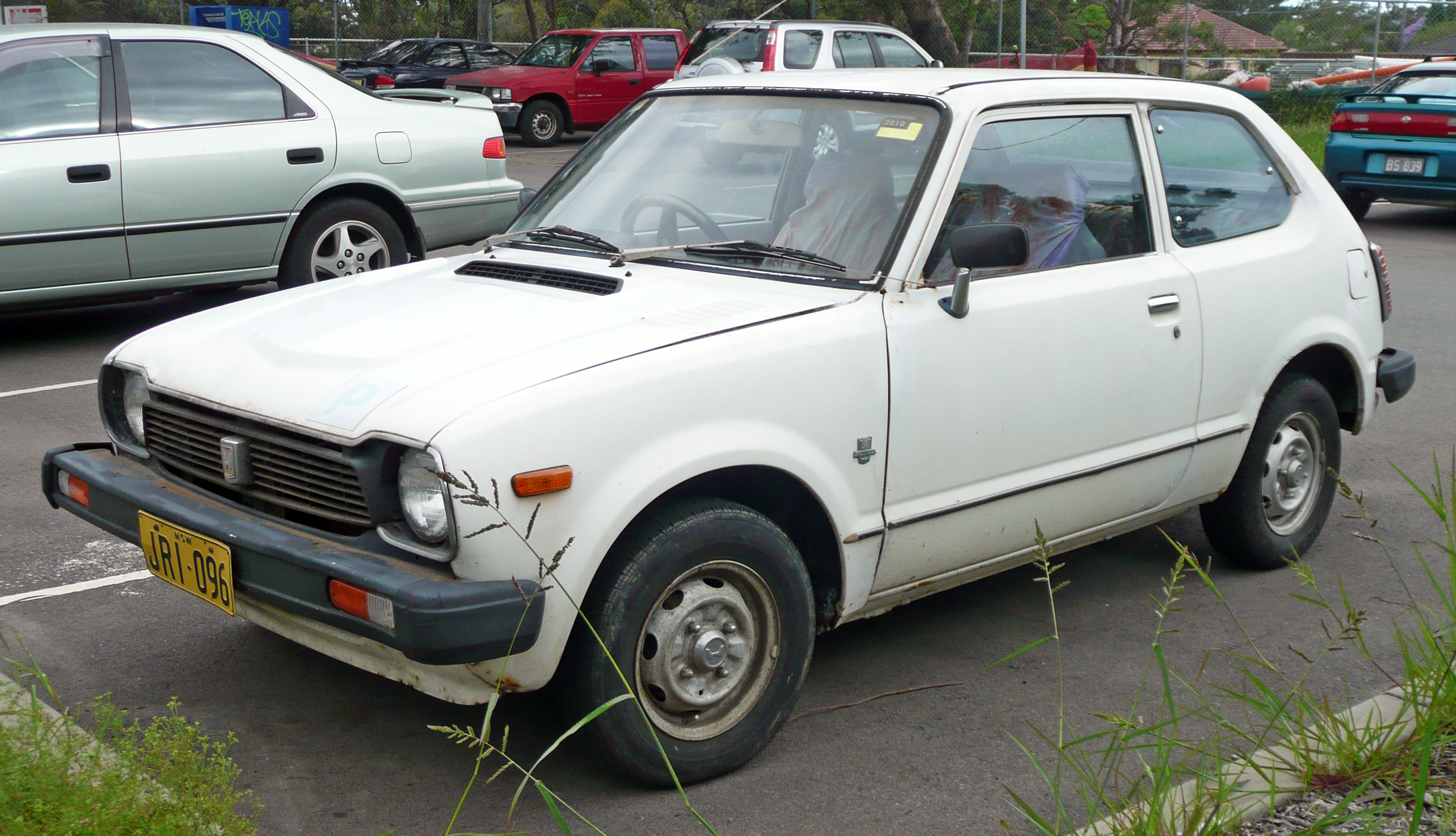
1978-79 Honda Civic

ظهر في نهاية 1972 كانت السيارة مزودة بمحرك سعة 1169 CC. كانت سيفك موجها إلى الولايات المتحدة لذلك جهزت السيارة بالعديد من المزايا والاختيارات لتناسب السوق فزودت مثلا بدسكات وفرامل أمامية قوية ومقاعد شبه طبية. كما كانت متوفرة بنوعين، بابين، أو 3 أبواب وبسبب أزمة النفط العربي عام 1973 زاد طلب المستهلكين للسيارة لكفائتها العالية واقتصاديتها في ٱستهلاك الوقود.
استخدمة السيارة محرك قوته 53 حصانا وسعته اللترية 1488 CC من نوعية CCVC (بالإنجليزية: CVCC).
كان محرك CVCC لا يتطلب مخارج عادم مزودة بأنظمة تخفيف الكربون أو منقى للرصاص المنبعث حيث كان المحرك والسيارة منتشرين في ولاية كاليفورنيا لصرامة قوانين فحص السيارات ضد الأنبعاثات.
كانت سيفيك متوفرة في ثلاثة فئات وهيا
- EBI : محرك 1169 CC ، مقصورة سوداء اللون، وشبكة أمامية هونيكومب.
- EB2: محرك 1240 CC كل المميزات في الفئة الأولى بالأضافة إلى تعدد ألوان المقصورة الداخلية حسب طلب العميل.
- Eb3: نفس المحرك السابق بالأضافة إلى غطاء محرك معدل، مسند رأس للمقاعد الأمامية، صدامات امامية وخلفية بلاستيكية معدلة.

## الجيل الثانى (1980-1983)

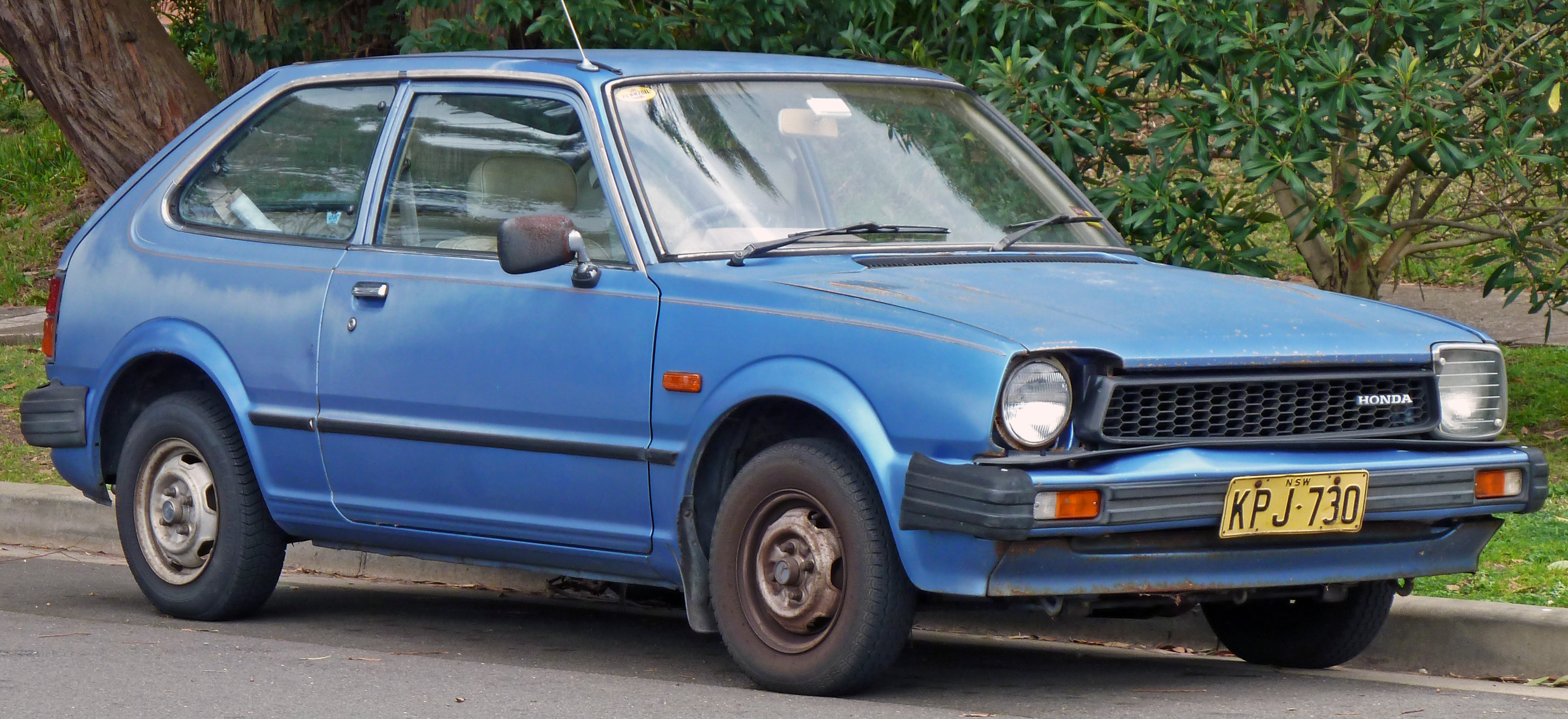
Civic 3-door

الجيل الثاني من سيفيك كان أكبر حجماً وتصميمه يأتي بزوايا أكثر «انسيابية». وجاء بنفس المحرك ولكنه أكثر تطورا أضيف للمحرك صمام جديد لكل سليندر ويعمل بتقنية الحرق الأعصارى (بالإنجليزية: burn swirl technology.) سعته اللترية 1335 سى سى وكان يولد 55 حصان
و هناك أيضا محرك اختيارى سعته 1499 سى سى قادر على إخراج 67 حصانا.
أما ناقل السرعات فزودت السيارة بنوعين 4 سرعات للفئة الأساسية و5 سرعات للفئة النصف أوتوماتك وكان ناقل الحركة نصف الأوتوماتيكى يعتبر نقلة فريدة في الصناعة وقتها.

## الجيل الثالث (1984–1987)

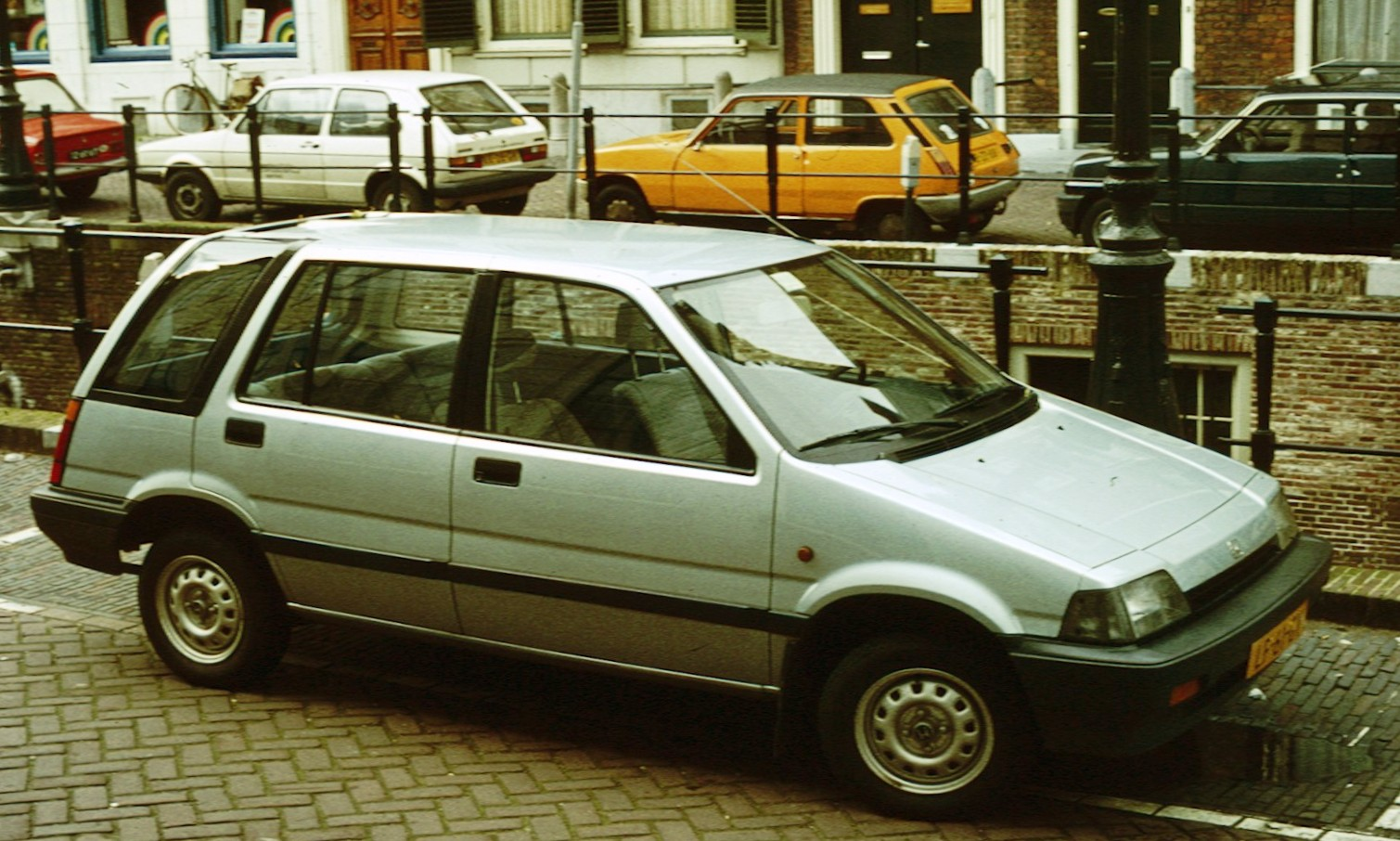
European-spec third generation Honda Civic Shuttle (wagon)

كان هذا الجيل بمثابة انطلاقة جديدة لسيفيك وظهر للجمهور في أكثر من طراز
- 5 أبواب هاتش باك، عائلية.
- 4 أبواب.
- 2 باب في هيئة كوبيه.

زودت هوندا سيارات الجيل الثالث من سيفيك بمحرك من سلسلة دى (بالإنجليزية: D series engine).
و في وقت لاحق من عام 1984 أطلقت هوندا طراز جديد من سيفك يدعى اس أي (بالإنجليزية: Honda Civic Si) حصريا للسوق اليابانى بمواصافات رياضية مميزة على صعيد أنظمة التعليق كما زودت بمحرك جامح يولد قوة حصانية تصل إلى 130 حصانا من نوعيت ZC engine مع كامة علوية مزدوجة.
و تم تصدير طراز أي أي للولايات المتحدة بمواصافات جديدة ومحرك إقتصادى جديدة يعمل بتقنية الحقن المباشر مع كامة علوية فردية 12 صمام. أيضا زودة السيارة بنظام دفع رباعي مع علبة سرعات جديدة.
و في تحديث آخر عام 1987 زودت هوندا سيارتها بنظام دفع رباعي مستمر بتقنية جديدة تسمح للسائق بتفعيل وأبطال النظام أثناء القيادة.

## الجيل الرابع (1988–1991)

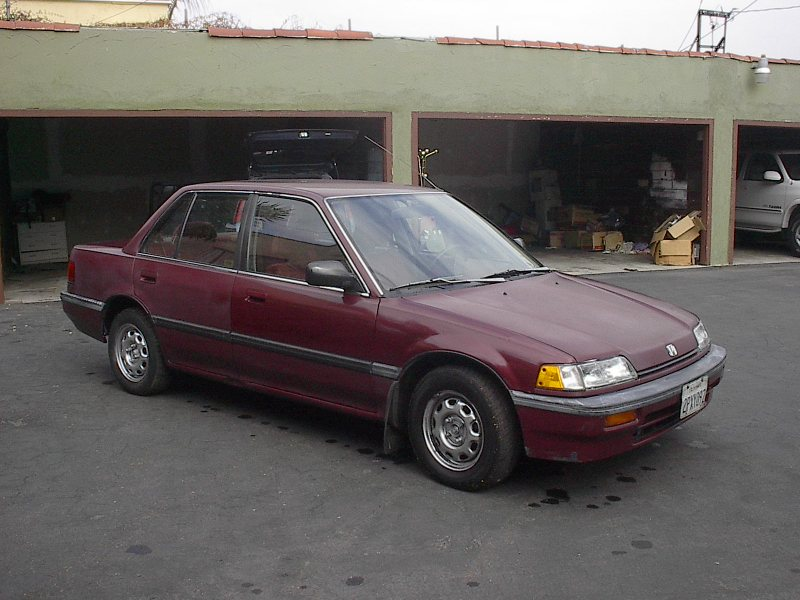
1988 Civic LX sedan

أبرز سمات هذا الجيل كان التصميم الجديد حيث أصبحت السيارة أكبر وأكثر راحة وغطاء المحرك يميل أكثر إلى الأسفل من أجل رؤية أفضل للسائق.
- الطراز الأوروبى تحت اسم VTI.
- الطراز اليابانى SIR.

كلا الطرازين حمل محرك جديد يعرف باسم (بالإنجليزية: B16A DOHC VTEC).
- الطراز الإنجليزى /أوروبى وحمل محرك (بالإنجليزية: (DOHC D16A9).
- الطراز النيوزيلاندى وسمى في السوق المحلى باسم Honda Civic GTi زودت بمقصورة فخمة مكسوة بالجلد ومحرك معدل من المحرك القوة (بالإنجليزية: SOHC D16A7).
- طراز الولايات المتحدة وزود بمحركات تعمل بنظام الحقن الإلكتروني.

## الجيل الخامس (1992–1995)

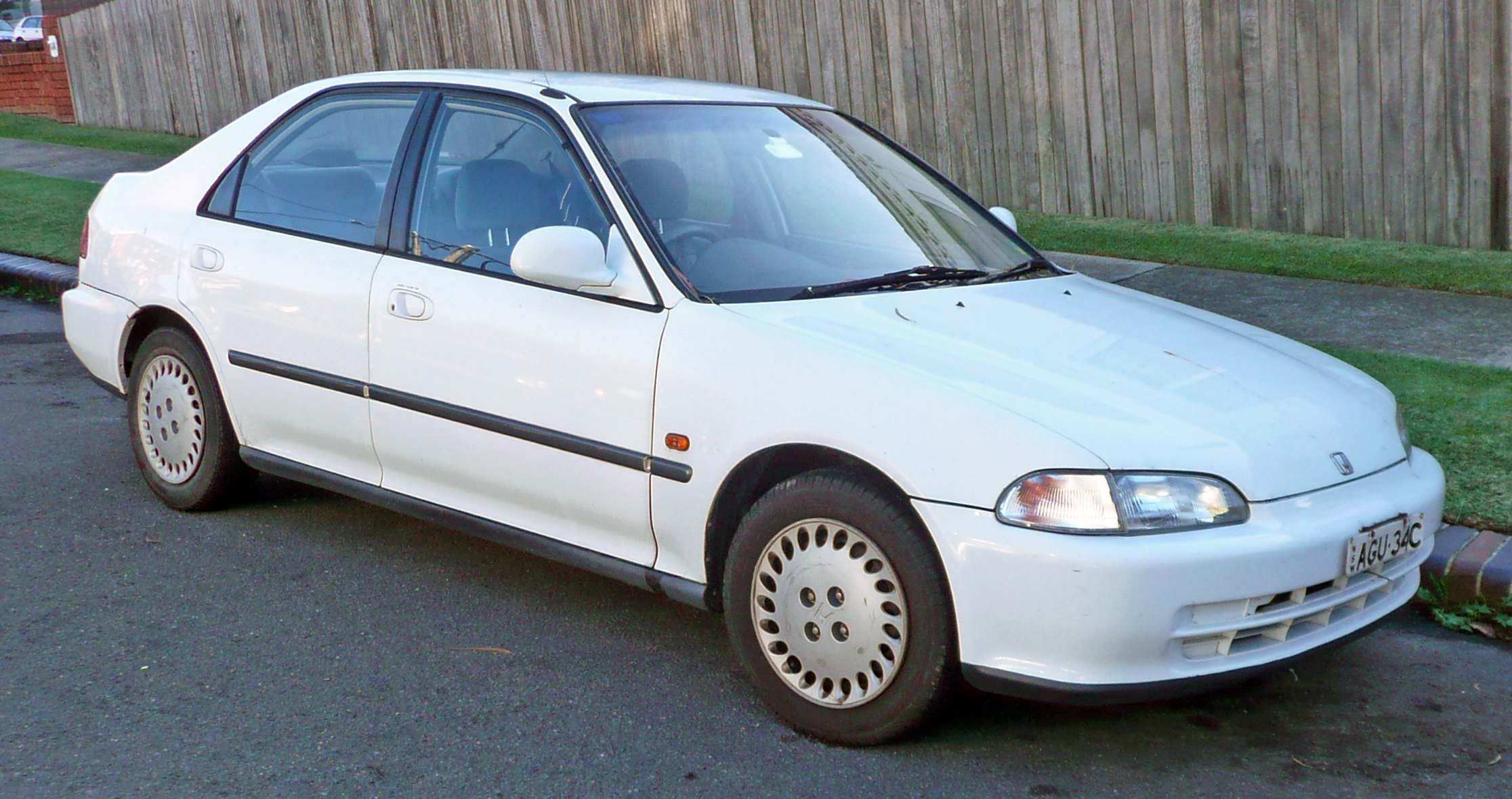
Fifth-generation Civic sedan

أصبحت الآن هوندا سيفك أكثر انسيابية مع تصميمها الجديد. النسخة العائلية كانت متاحة فقط في الأسواق اليابانية.
و كان من ضمن طرازات هذا الجيل طراز في أكس هاتشباك (بالإنجليزية: VX hatchback) والتي حصلت على تقيم 48/55 من وكالة حماية البيئة، واعتبرت بذلك سيفيك أفضل سيارة من جهة إستهلاك الوقود تباع في الأسواق.
في أمريكا الشمالية طرح طراز SI مع محرك (بالإنجليزية: SOHC VTEC) إلى جانب طراز بمحرك (بالإنجليزية: VTEC-E). أما في النسخة اليابانية زودت بمحرك DOHC non-VTEC.
النسخة القوية سيفك جى تى أي (بالإنجليزية: Civic GTi) طرحت مرة أخرى بطابعها الرياضي وكمالياتها الفاخرة.

## الجيل السادس (1996–2000)

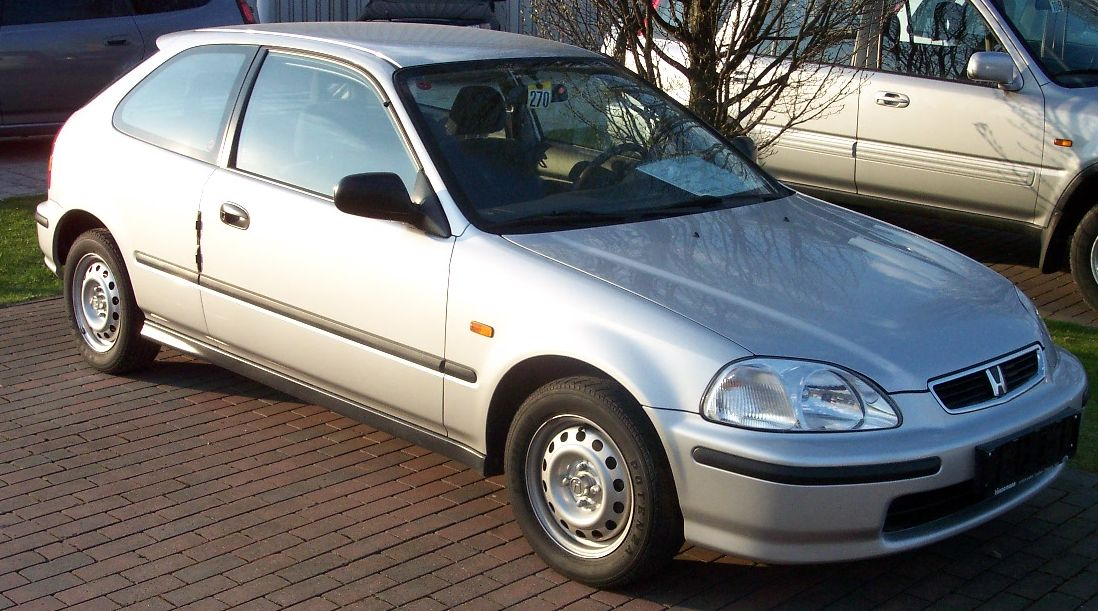
هوندا سيفيك - لون فضي

جاء هذا الجيل مشابه إلى حد كبير الجيل السابق بمعنى أنه لم يحمل تعديلات أو تغيرات جذرية.
أنتجت هوندا عدد من الفئات وهي EX، DX،LX،HX،KCX،SI. وزودت جميع الطرازات الأساسية بمحركات 1.6 لتر.اما EX و CX مزودة بمحرك SOHC (D16). أما طراز SI بمحرك a DOHC (B16A2).
أما على الصعيد الأوروبي، أنتجت هوندا عدد من الطرازات مبنيا في الأصل على الهيكل الداخلى لسيارة هوندا دومانى (بالإنجليزية: Honda Domani) وتم إنتاجها بين عامي 1995 إلى 2001. أما المحركات فكان هناك عدد من الخيارات إختلفت سعاتها اللترية بين 1.4 و 1.5 و 1.6 وأخير المحرك الأقوى 1.8 لتر، وكانت القدرات الحصانية تتراوح ما بين 90 إلى 169 حصانا، كما خرجت للنور محركات الديزل بقوة حصانية 105 أو 86.

## هوندا سيفيك 2015
أطلقت هوندا سيفيك للمرة الأولى عام 1972 ضمن فئة سيارات سيدان متوسطة الحجم، ومنذ ذلك الحين إزداد حجم السيارة وبدأت تتوفر بالمزيد من المواصفات الراقية، وفي عام 2015 جاءت هوندا سيفيك بتحديثات بسيطة مقارنة بالطراز السابق، بينما ٱحتفظت بنفس المحرك رباعي الاسطوانات ذي سعة 1.8 لتر مع ناقل التروس (جير) أوتوماتيكي بخمس سرعات.
ومن التغييرات البارزة على هوندا سيفيك 2015، هنالك واجهة أمامية جديدة وغطاء محرك أطول مع صادم أمامي سفلي مزين بالخطوط الكرومية وشبك أمامي أسود بنقشة «خلايا النحل» تحيط به أضواء الضباب بالإضافة إلى نظام تعليق جديد، ومن الخلف تظهر الأضواء الخلفية الجديدة مع تصميم جديد شبيه بالمجوهرات وصادم خلفي معاد التصميم وغطاء صندوق جديد مزين بالكروم، بالإضافة إلى الجنوط الأنيقة معادة التصميم.
كما جاءت داخلية هوندا سيفيك 2015 بتصميم أرقى، مع مقود مرن كهربائي (باورستيرنج) ومواد ناعمة الملمس لفرش المقصورة والتابلو وبطانة الأبواب الأمامية ومجموعة من التقنيات المتطورة كميزة بلوتوث ونظام الملاحة وشاشة i-MD الملونة وجهاز قياس درجة الحرارة في الخارج.
- هوندا سيفيك ال اكس أي 2015 Honda Civic LXi

تشتمل المواصفات الأساسية في كافة سيارات هوندا سيفيك 2015 على مسجل سي دي ومشغل إم بي 3 مع وصلة للسماعات الخارجية، وميزة الدخول بدون مفتاح ومكيف هواء يدوي ومقاعد خلفية قابلة للطي وزجاج كهربائي ومرايا جانبية كهربائية. وتتمتع نسخة هوندا سيفيك ال إكس أي 2015 (ستاندر) بجنوط فولاذية قياس 15 مع نظام صوتي بسماعتين
- هوندا سيفيك أي اكس أي 2015 Honda Civic EXi

تشتمل على نظام صوتي بست سماعات ومنافذ يو أس بي وأدوات تحكم على عجلة القيادة (مقود متعدد الإستعمالات)، مع نظام تثبيت السرعة وميزة بلوتوث لشبك أجهزة الهاتف الذكية ومقاعد خلفية تطوى بنسبة (60/40) وشاشة أل سي دي مع كاميرا الرجوع إلى الخلف وجنوط معدنية قياس 16 إنش، وتتوفر هوندا سيفيك أي اكس آي 2015 بميزة مصابيح الضباب وفتحة في السقف كمواصفات إضافية
- هوندا سيفيك في تي أي 2015 Honda Civic VTi

تتمتع هوندا سيفيك في تي أي 2015 (فل كامل) بكافة المواصفات السابقة بالإضافة إلى جنوط معدنية قياس 17 إنش ونظام تكييف أوتوماتيكي وأضواء HID أمامية ومقابض أبواب كرومية وفرش جلدي في الداخلية ووسائد هوئاية جانبية إضافية (ايرباج)
أما من حيث أنظمة الحفاظ على السلامة فتتمتع كافة نسخ هوندا سيفيك 2015 بوسائد هوائية مزدوجة في الأمام (ايرباج) ونظام ABS للمكابح المانعة للانغلاق ومساند رأس ذكية ونظام التحكم بثبات المركبة

## وصلات خارجية
تقرير هوندا سيفيك 2015